# Албрехт фон Халер
Албрехт фон Халер (на немски: Albrecht von Haller) е швейцарски поет от епохата на ранното Просвещение, който – в стила на времето – е и универсален учен, изтъкнат естествоизпитател и лекар.

## Биография
Роден е на 16 октомври 1708 година в Берн, Швейцария. Произлиза от стар бернски патрициански род, но рано загубва баща си и с помощта на близки следва медицина в Тюбинген и Лайден. На младини предприема с учебна цел продължителни пътувания из Англия и Франция. В 1736 г. Халер става професор по анатомия, хирургия и ботаника в Гьотингенския университет и постепенно си спечелва световна слава – става член на всички именити научни академии в Европа.
Албрехт фон Халер, който в 1749 г. получава за научните си заслуги благородническа титла, е смятан за създател на експерименталната физиология.
Умира на 12 декември 1777 г. в Берн на 69-годишна възраст.

## Творчество
Като поет Халер се изявява преди всичко с публикуваната в 1732 г. стихосбирка „Опит за швейцарски стихове“. Още в тези ранни поетически творби младият Халер се стреми да преодолее рационализма на епохата си, като се обръща към „майката природа“ с нейната необятна съзидателна мощ. Включената в сборника епическа поема „Алпите“ (1729) възпява в изискани строфи красотата на планинския пейзаж, възхвалява простия човешки труд и изразява убеждението, че природосъобразният живот на обикновените хора е по-нравствен и по-разумен от изтънчения и преситен бит на висшето съсловие.
Халер си създава име и с „поучителни стихотворения“ върху религиозни, нравствени и метафизически въпроси на епохата. Неговата образованост се проявява и в многобройни литературно-критически статии, което става причина да плъзне мълвата, че „четял и докато яздел“.

## Влияние
Възгледите на Албрехт фон Халер за живителната мощ на природата, за необходимостта от всестранно познание и поврат към първоизворите на живота завладяват френското Просвещение и особено мислите на Жан-Жак Русо – така те стават подтик за всички социални обновления след края на XVIII век.
Из „Несъвършена поема за Вечността“
Дъбрави, гдето чезне всеки слънчев зрак,

Ели и храсти диви, скрити в гробен мрак;

Изронени скали под птици заблудени,

В самотен рой кръжащи с мишци уморени;

Потоци през поля, замрели в сухота,

Водите си излели в гниещи блата;

 Посърнали нивя, безрадостни простори -

 Сред багри на смъртта душата ми се бори!

О, с вас подхранвам пак в сърцето си скръбта!

За мен сте вие знак на Вечността!

1736 

### Литературни творби
- Versuch Schweizerischer Gedichten, Bern 1732
- Versuch von Schweizerischen Gedichten. Zweyte, vermehrte und veränderte Auflage, Bern 1734
- Versuch Schweizerischer Gedichte. Neunte, rechtmäßige, vermehrte und veränderte Auflage, Bern 1762
- Usong. Eine morgenländische Geschichte, 1771
- Alfred, König der Angelsachsen, 1773
- Fabius und Cato, 1774
- Briefe über einige Einwürfe nochlebender Freygeister wieder die Offenbarung (3 части), 1775 – 77

### Научни съчинения
- Erläuterungen zu Boerhaaves Institutiones (7 тома), 1739 – 1744
- Enumeratio methodica stirpium Helveticae indigenarum (Описание на швейцарската алпийска флора), 1742
- Primae lineae physiologiae, 1747
- De partibus corporis humani sensilibus et irritabilibus, 1752
- Elementa physiologiae corporis humani (8 тома), 1757 – 1766
- Historia stirpium Helvetiae върху швейцарската алпийска флора, 1768